# Ка-Даріо
Ка-Даріо або Палаццо Даріо (італ. Ca' Dario, Palazzo Dario) — палац у Венеції, в районі Дорсодуро. Однією стороною виходить на Гранд-канал, іншою — на площу Барбаро. Навпроти палацу розташовується пристань Санта-Марія-де-Гільйо.
Палац являє собою прекрасний зразок архітектури Ренесансу. Мозаїчний фасад з кольорового мармуру притягає увагу. Палац був побудований в 1487 році.
Серед власників маєтку був французький поет Анрі де Рен'є, який жив тут в кінці XIX століття. Також палац відомий тим, що тут відбувалося одне з одружень відомого кінорежисера Вуді Аллена.
Палац має погану славу проклятого будинку. Власники особняка не раз зазнавали насильства, ставали банкрутами або самовбивцями. Остання смерть відбулася в 1993 році, коли тут застрелився один з багатих італійських промисловців після корупційного скандалу.
У 2005 році німецька письменниця Петра Реске випустила книгу-бестселер «Палаццо Даріо».